# أوروش فيلوفسكي
أوروش فيلوفسكي (بالسيريلية الصربية: Урош Виловски) مواليد 25 فبراير 1984 في جمهورية يوغوسلافيا الاشتراكية الاتحادية، هو لاعب كرة يد مجري. يلعب حاليا مع مينور بايا ماري. مثل منتخب صربيا لكرة اليد. حقق المركز الأول في ألعاب البحر الأبيض المتوسط 2009.

## الميداليات
| الميدالية | المسابقة                        |
| --------- | ------------------------------- |
| ذهبية     | ألعاب البحر الأبيض المتوسط 2009 |

## روابط خارجية
- أوروش فيلوفسكي على موقع الاتحاد الأوروبي لكرة اليد (الإنجليزية)
- أوروش فيلوفسكي على موقع اللجنة الأولمبية الصربية (الصربية)